# Bunun
Pour la langue, voir Bunun (langue).

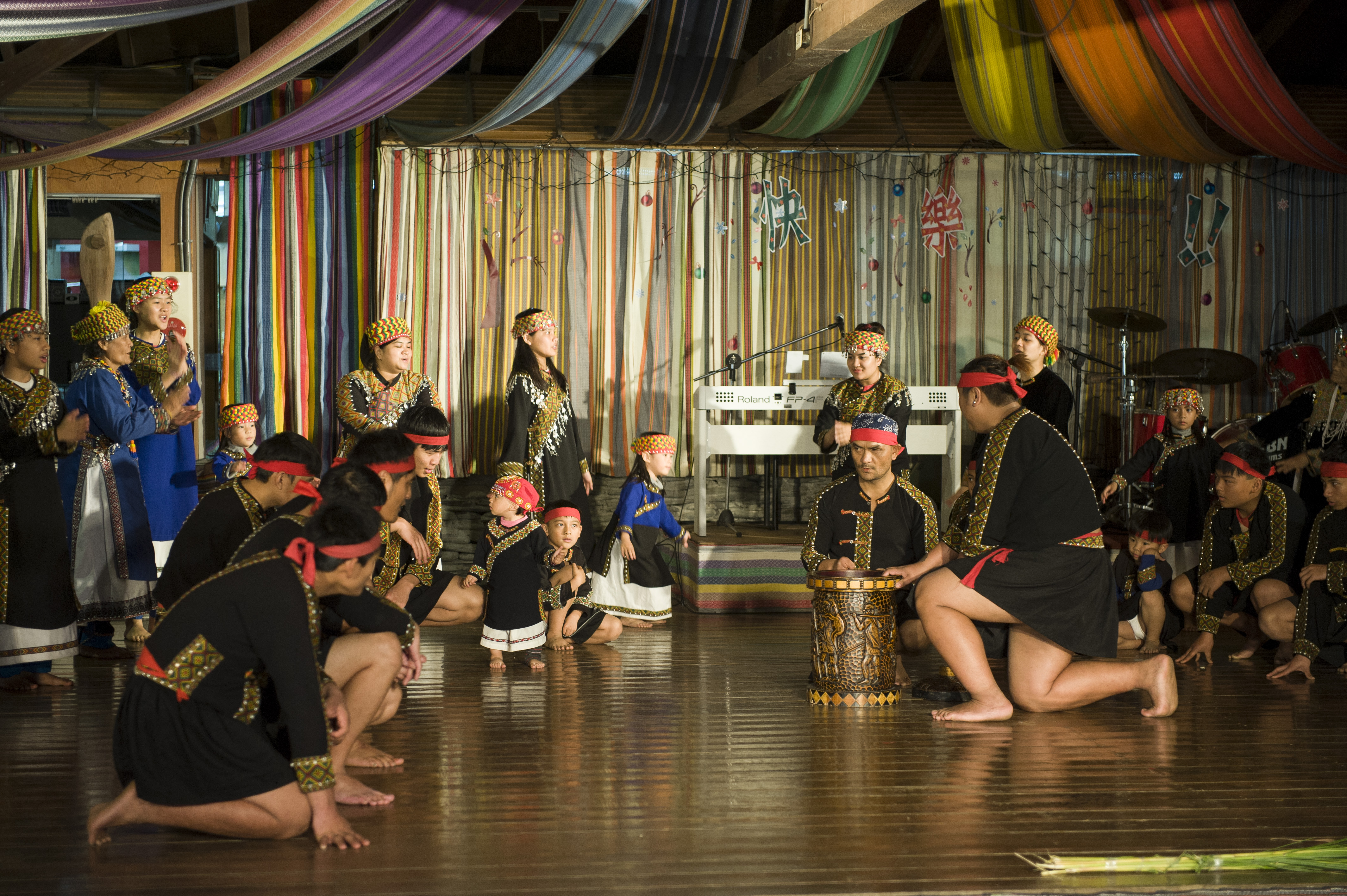

Les Bunun (chinois : 布農) sont l'un des peuples aborigènes de Taïwan, officiellement reconnus par le gouvernement. Ce groupe parle la langue bunun, du sous-groupe formosan des langues austronésiennes. Ils sont près de 59 000 individus.

## Patrimoine culturel
Ce peuple a développé des chants polyphoniques qui mériteraient leur inscription auprès de l'UNESCO.